# Pisaboa estrecha
Pisaboa estrecha is een spinnensoort uit de familie trilspinnen (Pholcidae). De soort komt voor in Peru.